# Gordon Agáta
Gordon Agáta, művésznevén: József Etella (Debrecen, 1963. május 15. –) író és költő. 2005-2011 között Bódis Krisztával az Irodalmi Centrifuga című folyóirat vezetője. Korábban a Tilos Rádió Zártkörű lányok című műsorának vezetője és a Petőfi Rádió Önazonos című műsorának munkatársa volt.

## Életpályája
Író-költői ambícióit a magyar szakos szüleitől örökölte. 1988-ban irodalom és történelem szakon szerzett diplomát a Debreceni Egyetemen. A rendszerváltást követően egy Baranya megyei zsákfaluban, Szatinán élt, ahonnan Mindszentgodisára járt tanítani. Erről a helyről és témáról szól Kecskerúzs (1997) című regénye. 1999-ben Budapestre költözött. Dolgozott iskolában, utazási irodában, börtönben, házmesterként és rádiós műsorvezetőként is. Elkötelezett feminista és LMBTQ aktivista. Az Irodalmi Centrifugát Bódis Krisztával 2005-ben alapították: az estsorozat 2010-ig a Centrál Kávéházban jelentkezett kéthetente, 2010-től a Nyitott Műhelyben és a Merlin Színházban is tartottak esteket. 2011-ben útjaik szétváltak, Bódis Kriszta elhagyta az Irodalmi Centrifugát, Agáta pedig Németországba költözött. Az Irodalmi Centrifuga honlapot is alapított. Itt megtalálhatóak az utóbbi években írott sorozatai, cikkei, recenziói is. A sorozatok közül a Magdolna-negyed a MASZRE alkotói támogatásában is részesült: a nyolcadik kerület egyik házában élve mutatja meg az ott lakó néhány család életét.

## Kötetei
- Kun Ágota: A sötét mintha országolna (1987, Debrecen, Egyetemi Kiadó)
- Gordon Agáta: Kecskerúzs (1997, Magvető)
  - Német nyelven: Ziegenrouge (1999, Milena, Wien)
- Gordon Agáta: Ezüstboxer – Nevelési Kisregény (2006, Alexandra)
- Forgács Zsuzsa Bruria anyaszerkesztő, Gordon Agáta bábaszerkesztő, Bódis Kriszta testvérszerkesztő: Éjszakai állatkert. Antológia a női szexualitásról (2005, Jonathan Miller Kft.) Az antológiában megjelent írása e-könyv formában itt: Napfolyókanyar
- Fábián Évi, Gordon Agáta, Heves Andrea: Nők Magyarországon - Portrégaléria (2007, Magánkiadás)
- József Etella: Kecsketánc (2010, Digitális verseskötet)

## Filmek
- Bódis Kriszta: Falusi románc (Meleg szerelem), 2007 Dokumentumfilm (szereplő)
- Takács Mária: Eltitkolt évek, 2009[halott link] Dokumentumfilm (szereplő)